# المؤسسة الوطنية للصناعات الكهرومنزلية
المؤسسة الوطنية للصناعات الكهرومنزلية وتختصر (م وص ك م - ENIEM) هي شركة عمومية جزائرية لصناعة الآلات الكهرومنزلية تأسّست في 2 يناير 1983، ولكنها موجودة منذ 1974 تحت وصاية مؤسسة سونيلاك يقع مقرها الاجتماعي في حي وادي عيسي قرب مدينة تيزي وزو. وهي مؤسسة معتمدة وفق المنظمة الدولية للمعايير(م د م 9002 - ISO 9002) منذ 1998،هي المؤسسة العمومية الاقتصادية سليلة إعادة الهيكلة لمؤسسة (سونيلاك – Sonelec).

## الوضعية الجغرافية
يقع مقرها الاجتماعي في مدينة تيزي وزو.
- وحدات الإنتاج : التبريد، الطّهي وتكييف الهواء موجودة في المنطقة الصناعية عيسات ايدير لواد عيسي، تبعد بـ 7 كم عن المقر الرئيسي للولاية.
  - الوحدة الصّحية نصّبت في مليانة، بولاية عين الدفلة.
  - فرع المصابيح في المحمدية، بولاية معسكر.

## أهدافها
- التخصّص في صناعة وتطوير الأجهزة الكهرومنزلية. وكذلك ضمان المتاجرة والخدمة ما بعد البيع لمنتجاتها.

## منتجاتها
تشكيلة متعددة من المنتجات، منزلية وتجارية منها:
- الثلاجات : نموذج صغير ونموذج كبير.
- آلات الطّبخ.
- مكيّفات.
- آلات غسيل.
- مسخّنات الماء.
- خزانات زجاجية.
- حافظات.

## وصلات خارجية
- الموقع الرسمي للمؤسسة الوطنية للصناعات الكهرومنزلية